# SSV Rhade
Der SSV Rhade (offiziell: Spiel- und Sportverein Rhade 1925 e.V.) ist ein Sportverein aus dem Dorstener Stadtteil Rhade im Kreis Recklinghausen. Die erste Mannschaft der Frauen stieg 2023 in die Regionalliga West auf und qualifizierte sich einmal für den DFB-Pokal.

## Geschichte
Der Verein entstand im Jahre 2014 durch die Fusion des FC Rhade mit den Sportfreunden Rhade. Die Männermannschaft des FC Rhade nahm in der Saison 1981/82 am DFB-Pokal teil und scheiterte dort am TuS Oberwinter. Von 1991 bis 1998 sowie von 1999 bis 2001 spielten die Rhader Männer in der seinerzeit fünftklassigen Verbandsliga Westfalen. Die Männermannschaft der Sportfreunde hingegen spielten lediglich auf Kreisebene.

### Frauen
Nach dem Abstieg des FC Rhade aus der Westfalenliga starteten die Frauen des SSV Rhade in der Landesliga. Nach einer Vizemeisterschaft im Jahre 2018 hinter der DJK Wacker Mecklenbeck gelang ein Jahr später der Aufstieg in die Westfalenliga. 2020 gewann der SSV Rhade den Westfalenpokal durch einen 4:1-Finalsieg über die Sportfreunde Siegen. Damit qualifizierten sich die Rhaderinnen für den DFB-Pokal 2020/21, wo die Mannschaft in der ersten Runde gegen den Zweitligisten Borussia Bocholt mit 0:1 unterlag. 2022 wurde die Mannschaft in der Westfalenliga Vizemeister hinter der zweiten Mannschaft des FSV Gütersloh 2009, bevor die Mannschaft ein Jahr später als Meister in die Regionalliga-West aufstieg.

### Juniorinnen
Die B-Juniorinnen des SSV Rhade stiegen 2016 aus der zweitklassigen Regionalliga West ab. Nach dem direkten Wiederaufstieg gelang im Jahre 2020 der Aufstieg in die Bundesliga West/Südwest. Nach zwei Jahren stieg die Mannschaft in der Saison 2021/22 als Drittletzter wieder in die Regionalliga-West ab.

### Männer
Die Männermannschaft des SSV Rhade wurde nach den Vizemeisterschaften in der Kreisliga B in den Jahren 2016 und 2019 in der Saison 2021/22 Meister der Kreisliga B Recklinghausen und damit auch Aufsteiger in die Recklinghausener Kreisliga A. 2024 stiegen die Rhadener wieder in die Kreisliga B ab.

## Stadion
Die Heimspiele trägt der SSV Rhade im Sportpark Risthaus mit einer Kapazität von 3500 Plätzen aus. Das Stadion ist auch als Sportzentrum am Dahlenkamp bekannt. Es wird dort auf Naturrasen gespielt.

## Persönlichkeiten
- Dörthe Hoppius
- Kathrin van Kampen